# Deštivý den v New Yorku
Deštivý den v New Yorku (anglicky A Rainy Day in New York) je filmová komedie režiséra Woodyho Allena z roku 2019. Hrají v ní Timothée Chalamet, Jude Law, Elle Fanningová, Selena Gomez, Diego Luna a Liev Schreiber. Pojednává o dvou mladých lidech, kteří přijedou na víkend do New Yorku, kde se setkávají s nepřízní počasí a sérií dobrodružství. Natáčení filmu začalo dne 11. září 2017 a dokončeno bylo ke konci října toho roku. Snímek byl natočen ještě před premiérou Allenova předchozího filmu Kolo zázraků, která proběhla v prosinci 2017. Do kin byl uveden poprvé 26. července 2019 v Polsku. Snímek měla v USA distribuovat společnost Amazon Studios, s níž Allen spolupracoval již na seriálu Crisis in Six Scenes (2016) i filmu Kolo zázraků, v květnu 2019 však distribuční práva vrátila zpět Allenovi.

## Obsazení
- Timothée Chalamet jako Gatsby Welles
- Elle Fanning jako Ashleigh Enright
- Selena Gomez jako Shannon
- Jude Law jako Ted Davidoff
- Diego Luna jako Francisco Vega
- Liev Schreiber jako Roland Pollard
- Kelly Rohrbach jako Terry
- Annaleigh Ashford jako Lily
- Rebecca Hall jako Connie
- Cherry Jones jako paní Wellesová
- Will Rogers jako Hunter
- Suki Waterhouse
- Ben Warheit
- Griffin Newman
- Kathryn Leigh Scott jako Wanda
- Taylor Black jako Dana
- Don Stephenson